# Kompresija bez gubitka
Kompresija ili sažimanje podataka bez gubitka (engl. lossless compression) je algoritam sažimanja podataka pri kome ne dolazi do gubitka podataka i kvaliteta informacija. 
Postupak je u potpunosti reverzibilan, što znači da datoteka komprimovana ovim načinom sažimanja, kada se dekomprimuje, potpuno odgovara izvoru (originalnoj datoteci).To ovaj algoritam razlikuje od algoritma kompresije sa gubitkom. 

## Metode kompresije bez gubitaka

#### Opšta namena
- Run-length encoding – jednostavan algoritam koji obezbeđuje dobru kompresiju podataka koji sadrže veliki broj ponavljanja istih vrednosti
- LZW – koristi se kod gif
- Deflate – koristi se kod gzip, i predstavlja modernu verziju zip i delimično PNG, PPP, HTTP, SSH

#### Audio
- Apple Lossless – ALAC (Apple Lossless Audio Codec)
- ATRAC Advanced Lossless
- Audio Lossless Coding – also known as MPEG-4 ALS
- MPEG-4 SLS – also known as HD-AAC
- Direct Stream Transfer – DST
- Dolby TrueHD
- DTS-HD Master Audio
- Free Lossless Audio Codec – FLAC
- Meridian Lossless Packing – MLP
- Monkey's Audio – Monkey's Audio APE
- OptimFROG
- RealPlayer – RealAudio Lossless
- Shorten – SHN
- TTA – True Audio Lossless
- WavPack – WavPack lossless
- WMA Lossless – Windows Media Lossless

#### Slike
- ABO – Adaptive Binary Optimization
- GIF - samo za slike sa ograničenim brojem boja
- JBIG2 - samo za crno-bele slike
- JPEG-LS
- JPEG 2000
- JPEG XR
- PGF – Progressive Graphics File
- PNG – Portable Network Graphics
- TIFF - Tagged Image File Format

#### Video
- Animation codec
- CorePNG
- FFV1
- JPEG 2000
- Huffyuv
- Lagarith
- MSU Lossless Video Codec
- SheerVideo

## Kriptografija
Sistemi kripto-zaštite ili kriptosistemi često u postupku enkripcije prvo komprimuju podatke, kao dodatnu zaštitu podataka. To otežava dekripciju podataka od strane neovlašćenog korisnika. Zbog toga se kod enkripcije češće koriste specijalni namenski algoritmi kompresije, nego poznati i opšteprihvaćeni algoritmi, čak i po cenu manje efikasnosti i efektivnosti.